# ロバート・カバス
ロバート・カバス（Robert Kabbas、1955年3月15日 - ）は、オーストラリアのウエイトリフティング選手。
3度のオリンピック出場：1976年モントリオールオリンピック、1980年モスクワオリンピック、1984年ロサンゼルスオリンピック
3度のコモンウェルス・ゲームズ出場：エドモントン1978（金メダル）、ブリスベン1982（金メダル）、エディンバラ1986（銀メダル）
現在コーチとして選手育成に励んでいる。